# 豊川市立御津北部小学校
豊川市立御津北部小学校（とよかわしりつ みとほくぶしょうがっこう）は、愛知県豊川市御津町広石神子田にある公立小学校。

## 概要
- 緑豊かな農山村部の中心にあり、御津川が近くを流れ、自然豊かな環境にある。
- 地元の人は略称で御津北（みとほく）と呼ぶ。
- 卒業生は、豊川市立御津中学校へ進学する。

## 校区
- 豊川市のうち御津町広石、御津町豊沢、御津町金野の各地区が校区。
- 豊川市為当町の一部に学校が至近の世帯があるが校区外。

## 校訓
心豊かな子　自ら学び続ける子  明るく元気な子

## 沿革
- 2004年 - 新校舎が完成。
- 2008年1月15日 - 御津町が豊川市と合併したのに伴い、「豊川市立御津北部小学校」に改称。

## 特色ある教育
- 英語活動 豊川市雇用外国人講師との指導で毎週1時間の英語教育をしている。

## 学校行事
- 4月 - 入学式
- 9月 - 運動会
- 11月 - みと北まつり
- 3月 - 卒業式

## 交通
- JR東海道本線 愛知御津駅より北へ徒歩20分
- 愛知御津駅より豊川市コミュニティバス御津線「為当稲荷神社前」下車、徒歩約10分
- 愛知御津駅より豊川市コミュニティバス上佐脇・広石線「広石詰所前」下車、徒歩約3分（火・木・土曜日のみ運行）

## その他
- この学校は、地震などの大災害が起きた際の避難場所に指定されている。
- 選挙の投票所もこの学校に指定されている。